# Stadion Lusail Iconic
Stadion Lusail Iconic ili Nacionalni stadion Lusail (arapski: ملعب لوسيل الدولي) nogometni je stadion u Lusailu, Katar. Ugostio je finale Svjetskog nogometnog prvenstva 2022.
Najveći je od osam izgrađenih/obnovljenih stadiona za Svjetsko prvenstvo.
Nalazi se na oko 23 kilometra sjeverno od centra glavnog grada – Dohe.

## Izgradnja
Proces nabave za prenamjenu stadiona započeo je 2014. godine. Izgrađen je kao zajedničko ulaganje od strane HBK Contractinga (HBK) i China Railway Construction Corporationa (CRCC).
Dizajn stadiona izradila je britanska tvrtka Foster + Partners i Populous. Sadrži kapacitet od 80.000 mjesta. Kao i drugi stadioni planirani za Svjetsko prvenstvo u Kataru, hladi se solarnom energijom uz nulti ugljični otisak.
Izgradnja je započela 11. travnja 2017. godine. Završetak izgradnje stadiona prvobitno je bio zakazan za 2020. Trebao je biti domaćin tri prijateljske utakmice do Svjetskog prvenstva, ali kako je završetak radova odgođen, na kraju će ipak biti domaćin 10 utakmica prvenstva uključujući i finale.
Nakon Svjetskog prvenstva, očekuje se da će biti rekonfiguriran u stadion s 20.000 sjedećih mjesta. Višak sjedećih mjesta će biti uklonjen, a ostali dijelovi prenamijenjeni u društveni prostor s trgovinama, kafićima, atletskim i obrazovnim objektima te ambulantom.

## Utakmice SP-a
| Datum              | Vrijeme   | Momčad br. 1      | Rezultat        | Momčad br. 2      | Faza natjecanja | Posjećenost |
| ------------------ | --------- | ----------------- | --------------- | ----------------- | --------------- | ----------- |
| 22. studenog 2022. | 11:00 SEV | Argentina         | 1:2             | Saudijska Arabija | Skupina C       | 88.012      |
| 24. studenog 2022. | 20:00 SEV | Brazil            | 2:0             | Srbija            | Skupina G       | 88.103      |
| 26. studenog 2022. | 20:00 SEV | Argentina         | 2:0             | Meksiko           | Skupina C       | 88.966      |
| 28. studenog 2022. | 20:00 SEV | Portugal          | 2:0             | Urugvaj           | Skupina H       | 88.668      |
| 30. studenog 2022. | 20:00 SEV | Saudijska Arabija | 1:2             | Meksiko           | Skupina C       | 84.985      |
| 2. prosinca 2022.  | 20:00 SEV | Kamerun           | 1:0             | Brazil            | Skupina G       | 85.986      |
| 6. prosinca 2022.  | 20:00 SEV | Portugal          | 6:1             | Švicarska         | Osmina finala   | 83.720      |
| 9. prosinca 2022.  | 20:00 SEV | Argentina         | 2:2             | Nizozemska        | Četvrtfinale    | 88.235      |
| 13. prosinca 2022. | 20:00 SEV | Argentina         | 3:0             | Hrvatska          | Polufinale      | 88.966      |
| 18. prosinca 2022. | 16:00 SEV | Argentina         | 3:3 (4:2 (pen.) | Francuska         | Finale          | 88.966      |